# Psilomerus brevicorpus
Psilomerus brevicorpus är en skalbaggsart som beskrevs av Holzschuh 1992. Psilomerus brevicorpus ingår i släktet Psilomerus och familjen långhorningar. Inga underarter finns listade i Catalogue of Life.